# Filar (náutica)
En terminología marinera, filar es largar por encima de la borda una cadena o cabo. Se emplea para indicar que se saca del barco más cadena de la que tenían fuera de las anclas, precaución que se toma con climatología adversa.
También suele emplearse en la frase filar tantas millas, por navegar tantas milla por hora.